# Xanthorhoe rudisaria
Xanthorhoe rudisaria là một loài bướm đêm trong họ Geometridae.